# Манастир Аркади
Манастир Аркади (грч. Ιερά Μονή Αρκαδίου) је грчки православни манастир. Налази се на острву Крит, 25 km југоисточно од места Ретимно на северозападној падини планине Ида на надморкој висини од 500 m. Зидови манастира формирају облик сличан правоугаонику, и заузимају површину од 5.200 квадратних метара.

## Историја
Према манстирској традицији оснивање манастира датира из времена Флавија Аркадија (почетак 5. века). Према другој верзији манастир је основао византијски цар Ираклије .
Након заузимања Ретимна 1648. Османлије су опљачкале манастир. Међутим, касније је монасима дозвољено да се врате. За време турске окупације у манастиру је живео око 100 монаха. 1822, група турских војника поново је опљачкала манастир. Након проглашења независности Грчке, Крит је остао под влашћу Отоманског царства, Лук на улазу у манастир је уништен 1866. године, а обновљена 1870. године.
Догађаји 1866. године када је 15 хиљада турских војника упало у манастир Аркади, и жртва бранилаца манастира, су симбол борбе за независност Грчке од Турске окупације. Напад турске војске на манастир је почео 8. новембра 1866. године. Од игумана Гаврила је затражено да напусти манастир али он је одбио. Наредног дана Турци су га убили а остали Крићани (ратници, жене и деца) су избегли у барутану. Након физичке и душевне исцрпељености од заробљеништва, Турци су упалили бурад са барутом и експлозија је била тако јака да је изазвала рушење манастира и наравно смрт свих Грка али и неких Турака који су упали у манастир. Због тога је добио назив "холокауст Аркади".
Данас, манастир поседује музеј са јединственим реликвијама.
Манастир Аркади је познат и по томе што је у њему 26 година живео свети Атанасије Цариградски